# Брайтенбрунн (Швабия)
Брайтенбрунн (нем. Breitenbrunn) — община в Германии, в земле Бавария.
Подчиняется административному округу Швабия. Входит в состав района Нижний Алльгой. Население составляет 2277 человек (на 31 декабря 2010 года). Занимает площадь 41,92 км².
Коммуна подразделяется на 9 сельских округов.